# 大口清澄
大口 清澄（おおぐち きよすみ、? - 弘化2年（1846年）12月9日）は、江戸時代後期の武士。阿波徳島藩大口氏9代当主。

## 経歴
清澄は、阿波徳島藩家臣大口軌逵の次男に生まれる。母は森久品の妹。初名を大口秀之丞といい、元服して大口茂右衛門清澄と名乗った。父の軌逵とともに徳島藩蜂須賀家に仕えた。初め庄野八兵衛の娘を正室に迎え入れたが、離別して猪子之蕃の娘を継室とした。
清澄は次男であり家督を継がない予定だったため、初めは奥小姓の職についていた。ところが兄の快蔵が早世したため、正式な大口家の後継と決定する。
寛政12年（1800年）12月2日、軌逵が病死したため、享和元年（1801年）4月1日に大口家の家督を継ぐ。阿波大口家9代当主となって、蜂須賀家の城下に250石を領した。文化元年（1804年）から参勤交代の行列の一人に名を連ね、主君に従って江戸に供する。江戸では池田周防の屋敷に行って交流を深めたという。また清澄には子がおらず、清澄も男系では大口氏の出自でなかったため、大口氏諸流の血縁にあたる服部家の服部信守次男・服部牛五郎を養子に迎えた。弘化2年（1846年）12月9日、病死する。

## 氏族
大口氏は、藤原秀郷の末裔とされ、伊勢国大口郷（現在の三重県松阪市大口町付近）に本拠を置く土豪となった。つまり本姓は藤原であるため、正式な姓名は藤原清澄である。阿波大口家は代々阿波徳島藩に仕えた。清澄の跡を継いだ清宗は大口氏血縁の服部氏の子で清澄の養子であるが、この清宗もまた子がいなかったため、こちらも服部氏から養子を取った。

## 系譜
- 父：大口牛五郎軌逵
- 母：森五一郎久品妹
- 正室：庄野八兵衛某娘
- 継室：猪子勘之助之蕃娘
  - 養子：大口牛五郎清宗（服部伊之丞信守二男）